# Shchókino
Schókino (del ruso: Щёкино) es una ciudad del óblast de Tula, en Rusia, centro administrativo del raión de Schókino. Está situada en la región central de la Rusia europea, a 15 km al sudoeste de Tula y a 200 km al sur de Moscú. Contaba con 59.191 habitantes en 2009. Las ciudades más cercanas, además de Tula, son: Sovetsk (10 km al sudeste), Lipki (13 km al sudeste), Bolojovo (21 km al nordeste).

## Historia
La creación de Schókino está ligada al inicio de la explotación de un yacimiento de lignita en 1870, así como a la erección de una estación de ferrocarril de la vía Moscú - Tula - Oriol (que más tarde sería ampliada hasta Járkov y Simferópol). La estación se llamó Yásenski. Desde esta estación el 28 de octubre de 1910, León Tolstói partiría en su huida de Yásnaia Poliana. La ciudad empezaría a llamarse Schókino en 1903. Recibió el estatus de ciudad en 1938. Tras sufrir daños considerables en la Segunda Guerra Mundial, se instalan en la década de 1950 industrias químicas.

## Demografía
| 1939   | 1959   | 1979   | 1989   | 1998   | 2007   |
| ------ | ------ | ------ | ------ | ------ | ------ |
| 11 300 | 45 500 | 70 300 | 69 300 | 65 500 | 59 900 |

## Cultura y lugares de interés
En Schókino existe un museo local. Asimismo en la localidad está la antigua finca de los Tolstói y el museo al aire libre Yásnaia Poliana.

## Economía y transporte
La mina de lignita todavía está en explotación. Alrededor de este sector se creó industria química, fibras textiles y fertilizantes. Las dos principales empresas de la ciudad son:
- OAO Schokinoazot (ОАО Щёкиноазот) : fertilizantes nitrogenados.
- OAO Jimvoloknó (ОАО Химволокно) : nylon.
- AOST Zavod Kislotoupor: una central térmica puesta en funcionamiento en 1953.

Existen en la ciudad asimismo compañías dedicadas a la fabricación de maquinaria de obra y de cerámica.
A través de la ciudad pasa la carretera principal M2 que conecta Moscú con el sur de Rusia. Asimismo está conectada por ferrocarril a la vía Moscú (Terminal Kurski)-Tula-Kursk-Simferopol.

## Ciudades hermanadas
- Považská Bystrica, Eslovaquia.

## Galería

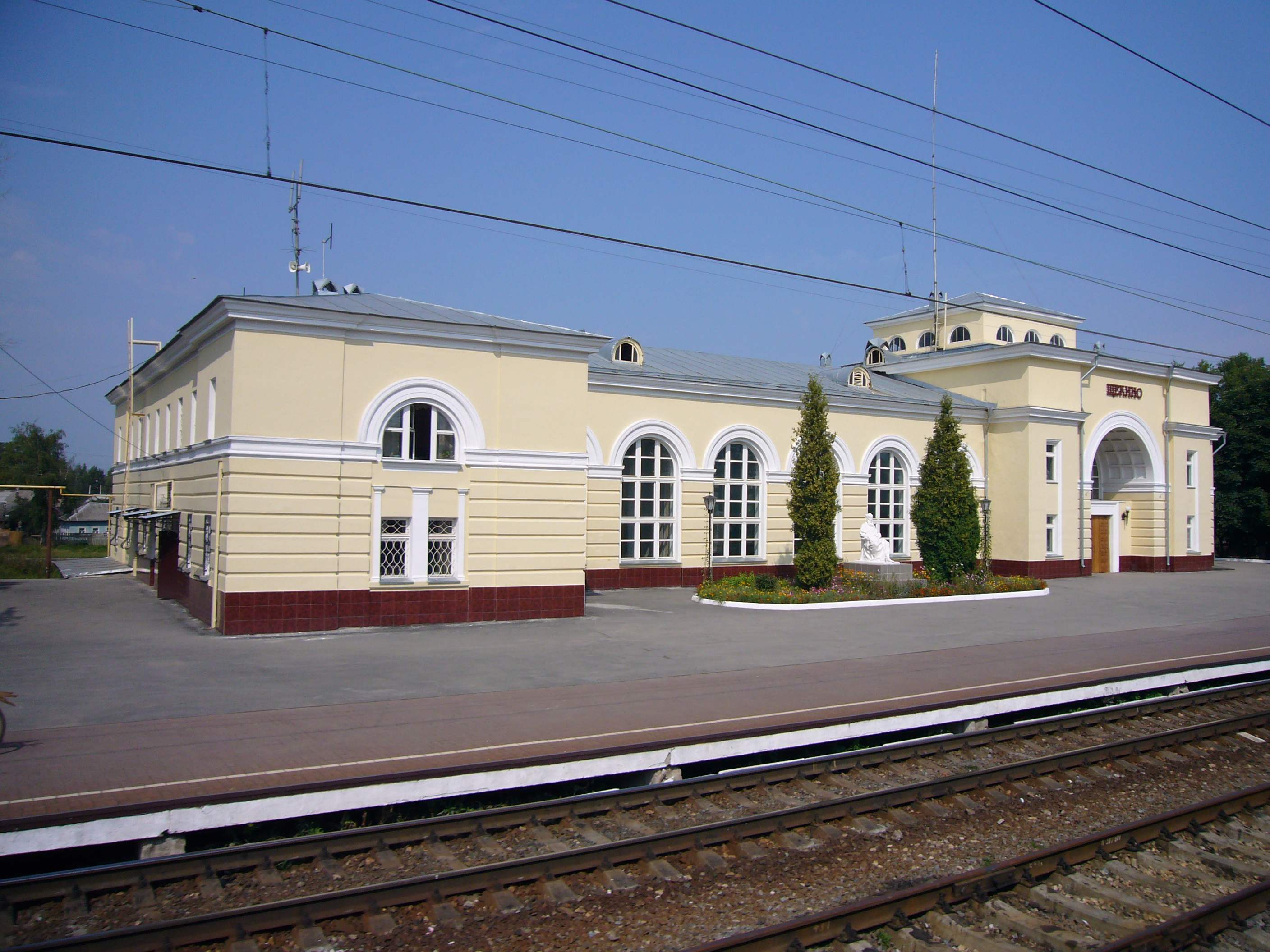
Estación de Shchókino.
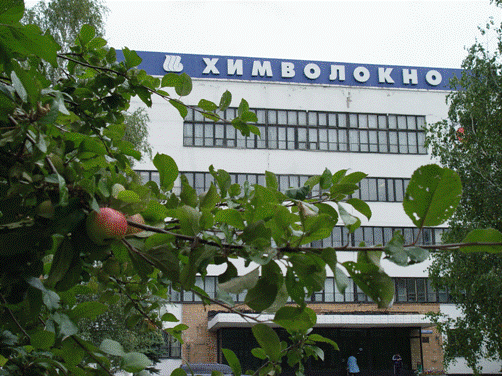
OAO Jimvolokno.